# 河南公主 (北周)
河南公主（?—?），为南北朝北周明帝宇文毓的女儿。
河南公主嫁给了尉迟纲的儿子尉遲敬，尉迟纲是尉迟迥的弟弟，宇文泰的外甥，母亲是昌乐大长公主。尉迟纲是宇文毓的表叔，周明帝把女儿嫁给了表叔的儿子尉遲敬。尉遲敬官至仪同三司。 

## 传記資料
- 《周书》卷二十 列传第十二